# Stirling Castle
Stirling Castle is een kasteel in Stirling in de Schotse regio Stirling, gebouwd op vulkanisch rotsgesteente. Het kasteel was vanaf de twaalfde eeuw de residentie van de Schotse koningen. Het huidige gebouw stamt uit de veertiende en vijftiende eeuw en is ontwikkeld door de koningen Jacobus IV, Jacobus V en Jacobus VI. Deze laatste verliet het kasteel in 1603 toen hij koning Jacobus I van Engeland werd.

## Geschiedenis

### Eerste bebouwing
Tijdens de laatste ijstijd, werd de rots, waarop Stirling Castle gebouwd zou worden, gescheiden van het land eromheen en werd de rots een markant herkenningspunt. In de middeleeuwen was het kasteel omringd door moerasland, hoge heuvels en een grote rivier die voor de rots langsliep. Door deze situatie controleerde degene die het kasteel beheerste de handelsroutes en een zeer groot gebied om de rots heen.
Wanneer de eerste bebouwing op de plek plaatsvond kan niet met zekerheid worden aangegeven; wellicht heeft er ooit een fort gestaan, maar dit is nooit archeologisch gestaafd. In de vroege twaalfde eeuw is er met zekerheid sprake van een kasteel toen Alexander I tussen 1107 en 1115 een kapel in het kasteel liet bouwen. Hij stierf in het kasteel in 1124.
In 1174 werd koning Willem de Leeuw gevangengenomen tijdens een plundertocht in Engeland. Stirling Castle was een van de vijf kastelen die overgegeven moesten worden aan Hendrik II van Engeland onder het Verdrag van Falaise om hem te bevrijden. In 1189 kochten de Schotten het verdrag af en kregen het kasteel weer in handen. Willem de Leeuw stierf er in 1214.

### Onafhankelijkheidsoorlog
Na de dood van Alexander III in 1286 en het overlijden van zijn kleindochter en directe erfopvolger Margaretha, jonkvrouw van Noorwegen, in 1290 was er onduidelijkheid wie de meeste rechten had om troonopvolger voor de Schotse troon te zijn en Eduard I van Engeland werd gevraagd te bemiddelen tussen degenen die er aanspraak op maakten. Eduard verbleef kort op Stirling Castle in 1291 toen de Schotse edelen moesten instemmen met zijn rol. In 1292 werd in Berwick John Balliol aangewezen als opvolger. Toen in 1295 deze nieuwe koning weigerde Eduard te helpen in zijn oorlog tegen de Fransen, viel Eduard Schotland binnen en veroverde onder andere Stirling Castle. Dit leidde uiteindelijk tot de Slag bij Stirling Bridge in 1297 onder leiding van William Wallace en Andrew Moray. Het jaar erop werd Stirling Castle wederom verloren aan de Engelsen, nadat de Schotten waren verslagen bij Falkirk.
In 1299 belegerden de Schotten het kasteel en de Engelse beheerder, John Sampson, moest zich overgeven toen er geen hulp voor hem kwam. In 1303 was Stirling Castle het enige belangrijke kasteel in de regio dat niet in handen was van Eduard I van Engeland. Met behulp van drijvende bruggen stak hij de Forth over ten zuiden van Stirling en bouwde in Dunfermline 17 grote belegeringswerktuigen. De belegering begon in april 1304 en uiteindelijk gaf de kapitein van het garnizoen, Sir William Oliphant zich over op 20 juli. Ondanks de overgave stond Eduard erop om zijn nieuwste zware belegeringswerktuig genaamd de oorlogswolf (war wolf) uit te proberen.

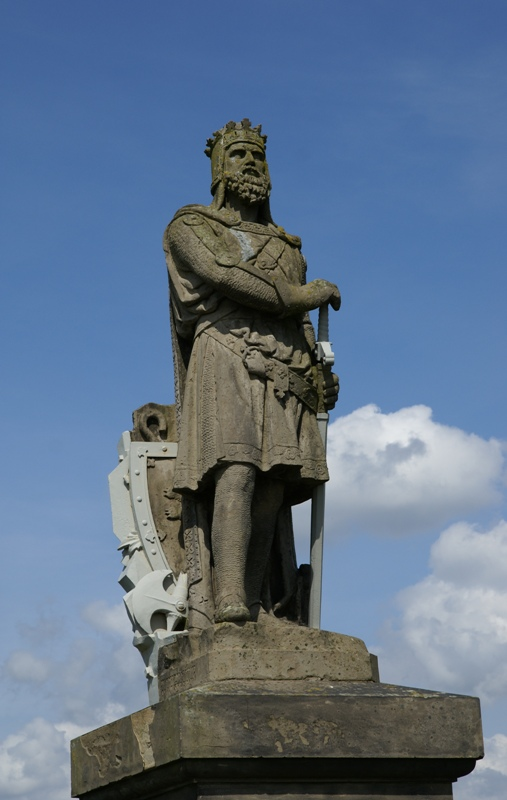
Het standbeeld van Robert the Bruce op de esplanade.

Eduard I van Engeland stierf in 1307 en de Schotten veroverden hun kastelen terug onder leiding van Robert the Bruce. In 1313 waren enkel nog Stirling Castle, Edinburgh Castle, Berwick Castle en Bothwell Castle in Engelse handen. Roberts jongere broer, Eduard, belegerde Stirling dat onder leiding stond van Sir Philip Moubray. In 1314 staakte hij echter het beleg, omdat hij dacht de Engelsen het kasteel over zouden geven. Eduard II van Engeland wilde het kasteel echter niet kwijtraken. Dit leidde tot de Slag om Bannockburn op 23 en 24 juni 1314, die door de Schotten gewonnen werd. Na deze slag besloot Robert the Bruce veel Schotse kastelen onbruikbaar te maken zodat de Engelsen er niets meer aan zouden hebben. Dit lot trof ook Stirling Castle.
Robert the Bruce stierf in 1329 en werd opgevolgd door zijn vijfjarige zoon David II. In 1332 viel Eduard, zoon van John Balliol Schotland binnen, gesteund door Eduard III van Engeland. Vanaf 1336 was Stirling Castle weer in Engelse handen onder leiding van Sir Thomas Rokeby. Onder zijn bewind werd het kasteel flink versterkt. De zoon van Andrew Moray, Andrew, heeft het kasteel in 1337 belegerd, maar slaagde er niet in het in te nemen. Robert the Steward slaagde daar in 1342 wel in.

### Na 1350
In 1371 volgde Robert the Steward David II op. Vanaf deze periode werd er veel bijgebouwd en verbouwd aan Stirling Castle. Het oudst zichtbare deel, de North Gate, is vermoedelijk in 1381 gebouwd.
Jacobus I van Schotland schonk in 1424, na zijn terugkeer uit Engelse gevangenschap, het kasteel aan zijn koningin, zoals vele troonopvolgers na hem. In 1425 liet Jacobus I zijn neef Murdoch, hertog van Albany en diens twee zoons onthoofden op Castle Hill. Dergelijk gedrag zorgde er uiteindelijk voor dat hij in 1437 werd vermoord. Het verhaal gaat dat zijn zoontje Jacobus II in een kist door de koningin naar buiten is gesmokkeld.
In 1452 nodigde Jacobus II het hoofd van de familie Douglas, William, achtste graaf van Douglas, onder vrijgeleide uit om te praten over diens alliantie met een aantal partijen die tegen de koning waren. Toen deze de alliantie niet wilde verbreken, heeft de koning hem vermoord.
Jacobus III breidde het kasteel verder uit. Zo bouwde hij in 1463 een white tower (het is niet bekend welk gebouw dit was) en in 1467 bouwde hij aan de kasteelmuren. Ook werd de kapel verbouwd tussen 1467 en 1469. Ook de hoeveelheid artillerie in het kasteel werd uitgebreid.
Jacobus IV, die de troon in 1488 besteeg, bouwde het meeste van het huidige Stirling Castle, zoals de Great Hall (de Grote Hal), de Inner Close (de binnenplaats), de King's Old Building (zijn residentie) en het Forework (de hoofdingang).
In 1513 volgde de 17 maanden oude Jacobus V zijn vader op. Door zijn huwelijk met de Franse Madeleine en daarna met Maria de Guise had hij interesse in de Franse architectuur. Hij stierf in 1542 nadat zijn leger in de Slag bij Sloway Moss door de Engelsen was verslagen.
Maria I (Mary) werd tot koningin gekroond in de Chapel Royal, de kapel in Stirling Castle, op 9 september 1543. Deze koningin groeide op in Frankrijk. Toen zij in 1561 terugkeerde naar Schotland, betrok zij Stirling Castle. Haar zoon prins Jacobus VI (James) werd op 17 december 1566 in de kapel gedoopt. Op 24 juli 1567 werd Maria I van Schotland gedwongen af te treden ten gunste van haar zoon. In de periode erna waren er nog enige aanvallen op het kasteel: in 1582 werd hij gevangen gehouden tijdens de Ruthven Raid en ook in 1585 werd het kasteel belegerd. De grootste architectonische verandering door Jacobus VI van Schotland betrof de herinrichting van de Chapel Royal in 1594. De reden hiervoor was de doop van zijn zoon Henry, van hem en zijn vrouw Anna van Denemarken. Door deze zoon was het voor hem mogelijk de Engelse troon te claimen wanneer de kinderloze Elizabeth I van Engeland zou sterven. Toen zij in 1603 stierf, werd hij als Jacobus I koning van Engeland. Hij verplaatste zijn residentie naar Engeland.
Karel I van Engeland volgde zijn vader op in 1625, maar vond pas de tijd voor zijn kroning tot koning van Schotland in 1633. Hij werd in 1649 geëxecuteerd en zijn zoon werd tot koning verklaard als Karel II. Als gevolg hiervan vielen de Engelsen Schotland aan en in 1651 nam generaal George Monck Stirling Castle in. In 1660 werd Karel II alsnog koning van Engeland.

### Vanaf de achttiende eeuw
Tussen 1708 en 1714 werd Stirling Castle versterkt volgens de ontwerpen van kapitein Theodore Dury. Tijdens de opstand van de Jacobieten werd in 1746 het kasteel belegerd vanaf de nabijgelegen heuvel Gowan Hill. Mede dankzij de artillerie geplaatst in 1689 aan die zijde van het kasteel kon generaal Blakeney de aanval afslaan.
In 1794 verzamelde zich het Highland regiment van de hertog van Argyll in het kasteel. Niet lang daarna werd het kasteel ingericht als soldatenkazerne. Hiervoor werden onder andere het Main Guard House en het Fort Major's House toegevoegd.
In 1972-1974 zijn er in het kasteel opnames gemaakt voor de televisieserie Colditz, die zich ten tijde van de Tweede Wereldoorlog in een kasteel in Nazi-Duitsland afspeelt, waarvandaan krijgsgevangen Geallieerde trachten te ontsnappen.

## Bouw

### Buitenwerken
Stirling Castle ligt op een rots met de toegang aan de oostzijde. Ervoor ligt sinds 1809 de paradeplaats, de esplanade. De oostzijde is de zwakste kant van het kasteel. De buitenwerken werden grotendeels tussen 1708 en 1714 gebouwd naar een ontwerp van Theodore Dury en was voornamelijk bedoeld om artillerieaanvallen op te vangen. Centraal aan deze zijde van het kasteel is een poort met ervoor een ophaalbrug over een greppel. Aan de flanken bevinden zich batterijen en in de greppel waren oorspronkelijk twee caponnières, waarvan er slechts één is overgebleven.
Achter de poort ligt de guardroom square (plein van de bewakersruimte) met de ruimte voor de bewakers, een stal en een hooiopslagplaats. Aan de noordzijde bevindt zich een tweede greppel met ophaalbrug met daarachter een poort die toegang geeft tot het kasteel. Ook deze greppel had ooit caponnières.

### Voorwerk

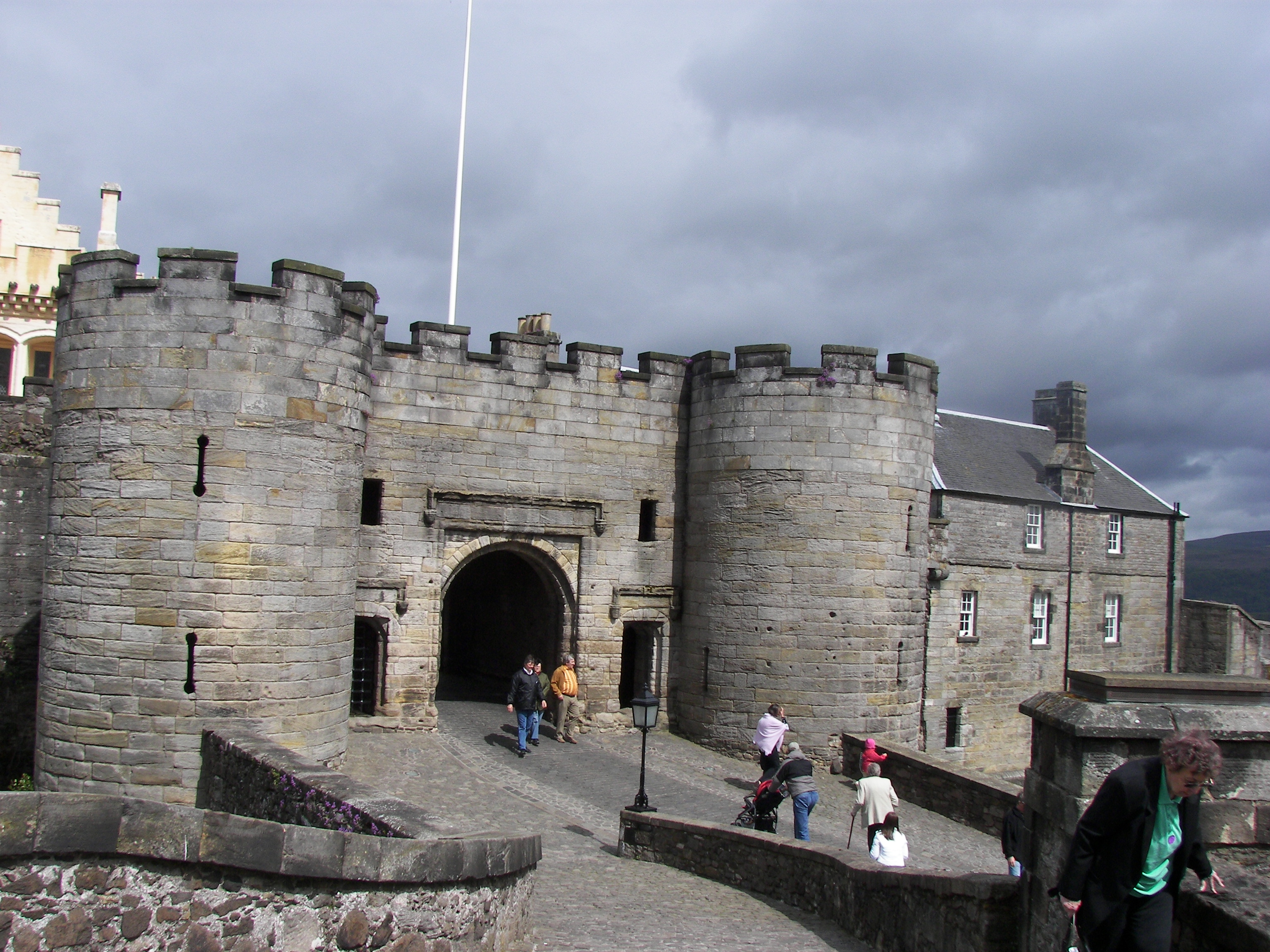
Het voorwerk.

Vanaf de binnenste poort leidt een glooiende helling naar het voorwerk, dat rond 1500 werd gebouwd voor Jacobus IV. Het voorwerk bestond oorspronkelijk uit een centraal poortgebouw met drie poorten en driekwart-ronde torens op elk van de vier hoeken. Aan beide zijden van het poortgebouw bevonden zich op enige afstand halfronde torens. Op de beide uiteinden van de ringmuur bevonden zich rechthoekige torens. Sinds de belegering van 1651 heeft het voorwerk nog maar een derde van zijn oorspronkelijke hoogte. De twee halfronde toren zijn grotendeels vernietigd. De rechthoekige toren aan het noordoostelijke einde, de Elphinstone Tower, werd rond 1689 voor de helft verlaagd om de Three Gun Battery te kunnen realiseren. Op het zuidwestelijke uiteinde heeft de Prince's Tower nog de oorspronkelijke hoogte.

### Outer Close
Achter het voorwerk (ten westen) ligt de Outer Close (de buitenste binnenplaats), ook wel bekend als de Lower Square (het Lage Plein). Aan de zuidwestelijke zijde van het plein ligt het paleis, aan de westzijde ligt de Great Hall (de Grote Hal) en aan de noordzijde de Grand Battery (de Grote Batterij) uit 1689 en het Master Gunner's House (Huis van de Meesterwapensmid). Erachter ligt de North Gate (Noordelijke Poort) die toegang geeft tot de Nether Bailey, een lager terras op de rots, waar zich een aantal kruitmagazijnen uit 1810 bevinden. Aan de noordoostelijke zijde van het plein, aan de binnenzijde van het voorwerk, liggen het Main Guard House uit de late achttiende eeuw en het Fort Major's House uit de vroege negentiende eeuw.

### Inner Close
Ten zuidwesten van de Outer Close ligt de Inner Close (de binnenste binnenplaats), ook wel bekend als de Higher Square (het Hoge Plein), te bereiken via een steile weg tussen het paleis en de Great Hall en onder de vroege negentiende-eeuwse brug door die beide gebouwen met elkaar verbindt. Aan de zuidoostelijke zijde van dit tweede plein ligt het paleis en aan de zuidwestelijke zijde ligt het King's Old Building (het Oude Gebouw van de Koning). Aan de noordwestelijke zijde ligt de Chapel Royal en aan de noordoostelijke zijde ligt de Great Hall.

### King's Old Building
Het King's Old Building (het Oude Gebouw van de Koning) staat op het hoogste deel van de rots. Het werd gebouwd aan het einde van de vijftiende eeuw voor Jacobus IV naar een ontwerp van Walter Merlioun. Het gebouw heeft een L-vormige plattegrond en werd in 1855 na een brand door Robert William Billings aan het noordeinde uitgebreid. In de twintigste eeuw werd het gebouw ingericht als museum voor de Argyll and Sutherland Highlanders.

### Chapel Royal
De Chapel Royal (de Koninklijke Kapel) werd in 1594 op de huidige positie gerealiseerd, waarschijnlijk onder leiding van William Schaw. Daarvoor stond de kapel dichter op de Great Hall. De kapel is een rechthoekig gebouw. De ingang is voorzien van een triomfboog, geïnspireerd door de Italiaanse renaissance. In 1628-1629 werd de kapel uitgebreid heringericht door Valentine Jenkin als voorbereiding op de komst van Karel I van Engeland in 1633. In de jaren dertig van de negentiende eeuw werd het interieur gerestaureerd waarbij scheidingsmuren en vloeren werden verwijderd. In 1996 werd het houten plafond gereconstrueerd.

### Great Hall

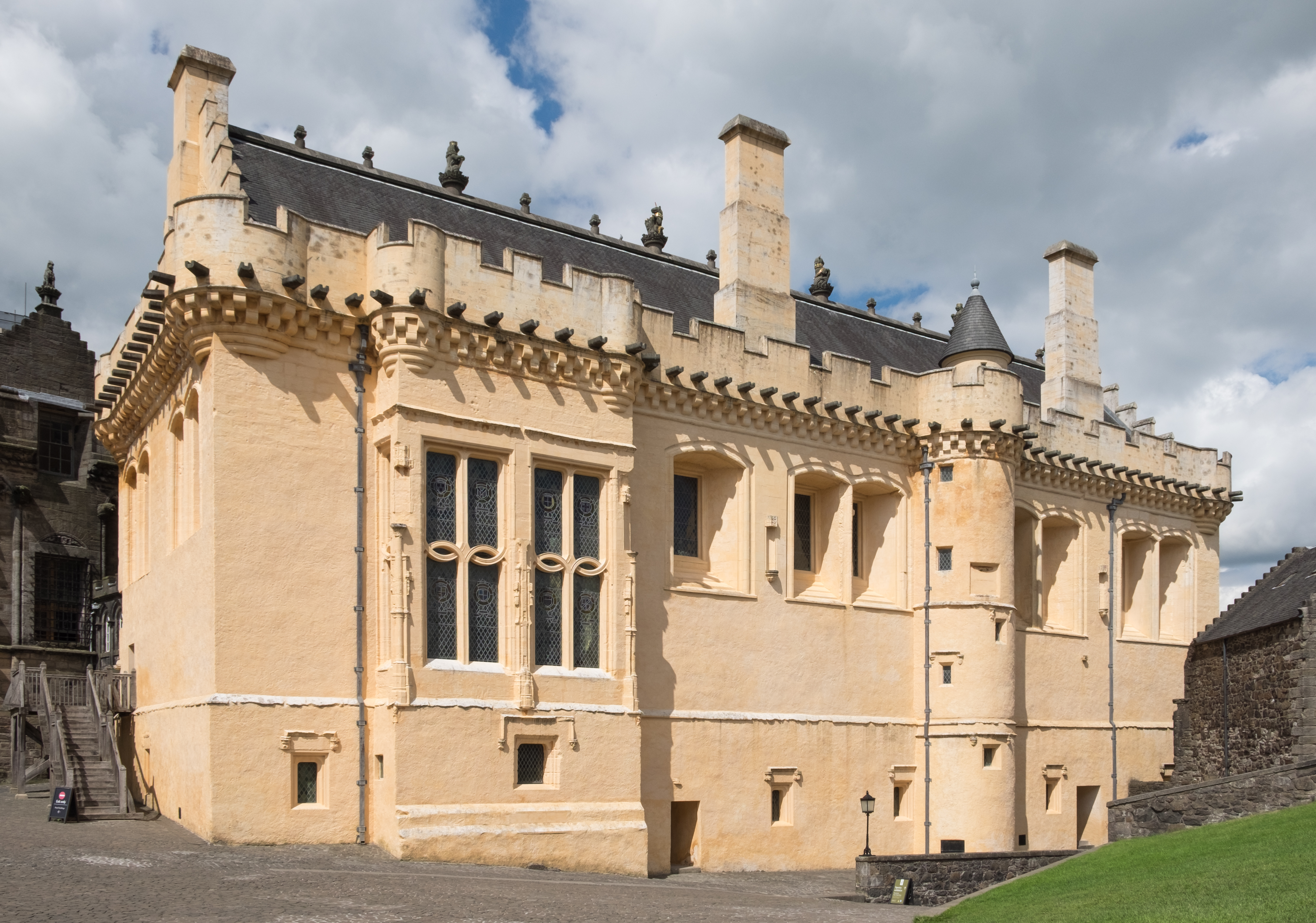
De Great Hall.

De Great Hall (de Grote Hal/Zaal) was min of meer compleet in 1503. Onder de Great Hall bevinden zich gewelven om ervoor te zorgen dat de begane grond gelijk ligt met de Inner Close. De hal is één grote rechthoekige ruimte met de ingang aan de zuidwestzijde en dat vanuit het gebouw toegang geeft tot de Inner Close. De hal is via een overdekte brug verbonden met het paleis. De hal werd verwarmd door vijf grote haarden. Er zijn vier wenteltrappen om de verschillende niveaus te bereiken. De plattegrond van de Great Hall lijkt op de hal in Eltham Palace, gebouwd voor Eduard IV van Engeland.
In de twintigste eeuw was de Great Hall ingericht als soldatenbarak. In 1964 werd Stirling Castle niet meer gebruikt als militair depot en werd besloten de hal weer in zijn oorspronkelijke staat te brengen. Zo werd in 1997 een nieuw plafond van houten balken aangebracht. In 1999 werden de muren in originele staat gebracht.

### Paleis

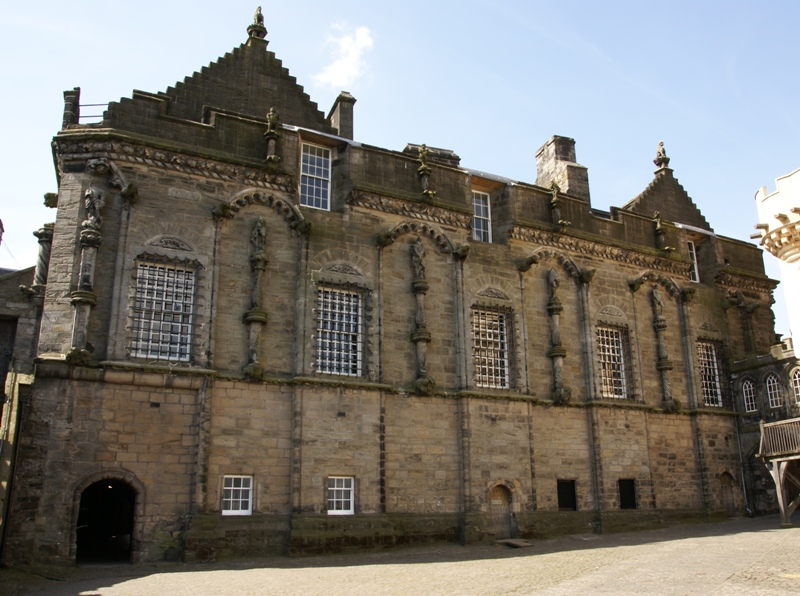
Het paleis.

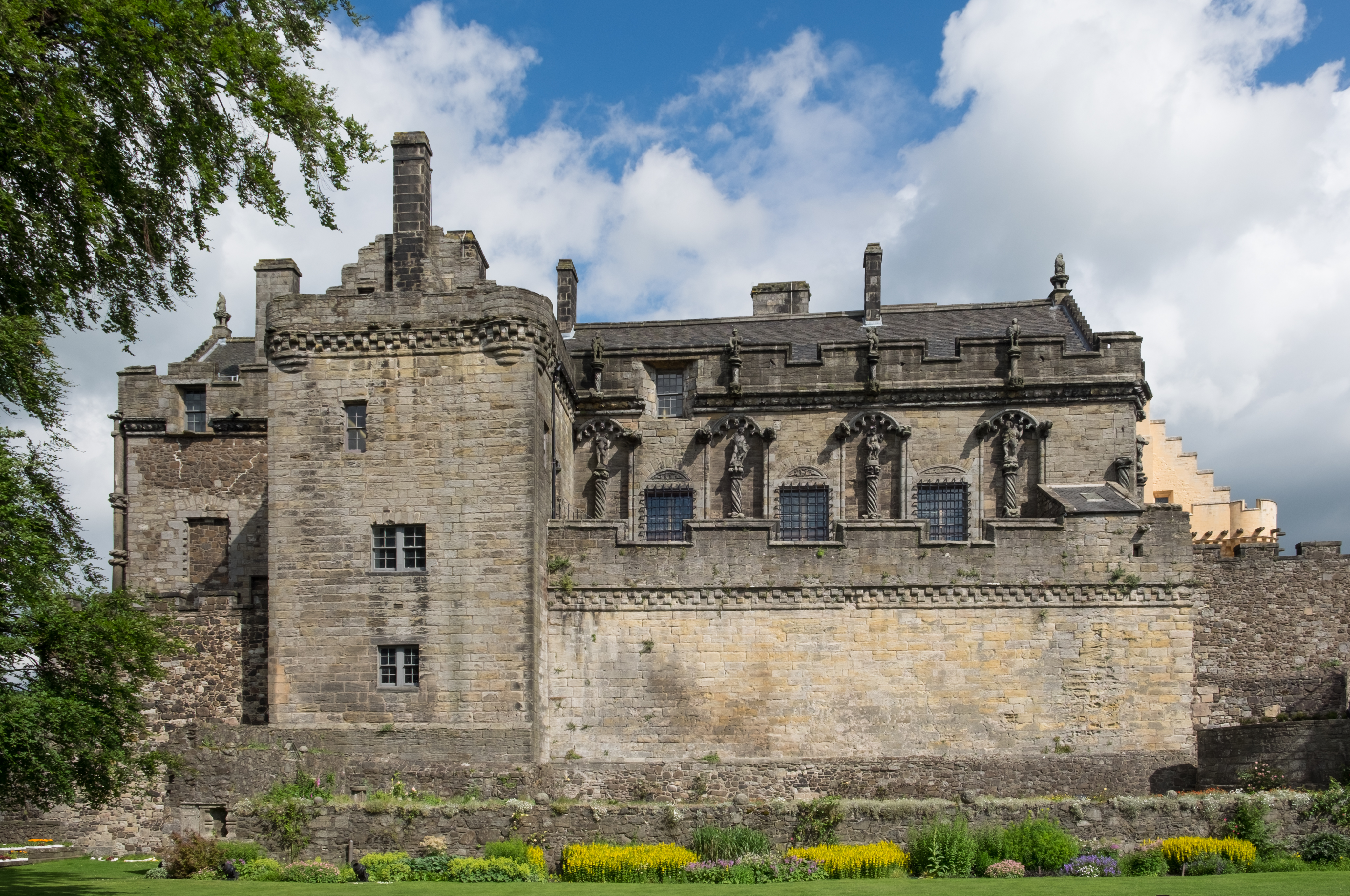
Vanuit de tuin de omwalling met erachter het paleis.

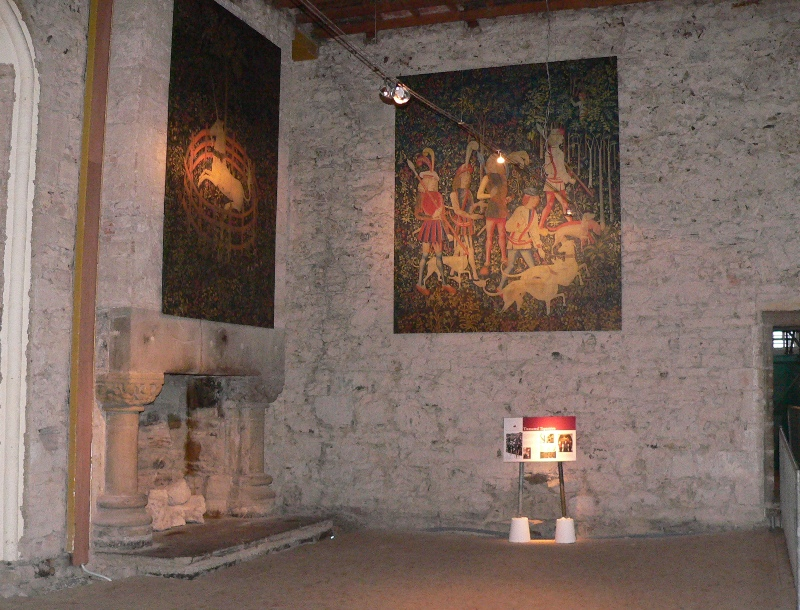
Wandtapijten in het paleis.

Het Paleis werd voor Jacobus V gebouwd onder leiding van Sir James Hamilton van Finnart. Het ontwerp werd gemaakt door een van de Franse metselaars die in dienst van de koning waren. Onder deze metselaars bevonden zich in ieder geval Nicholas Roy, John Roytell en Mogin Martin. De bouw startte rond 1538. De hoofdingang bevindt zich aan de zijde van de Inner Close en was oorspronkelijk voorzien van een groot portaal, dat in de vroege achttiende eeuw werd verkleind ten behoeve van een trap naar de eerste verdieping. De façades van het paleis zijn onder meer voorzien van een aantal beelden, waaronder voorstellingen van Jacobus V, Sint Michael, de duivel, een aantal goden en godinnen uit de klassieke oudheid, dieren en mythische beesten zoals draken.

### Park en tuinen
In de twaalfde eeuw bevond zich in de vallei ten westen van het kasteel een koninklijk park, dat voornamelijk uit bossen bestond om in te jagen. Later werden hier tuinen aangelegd, onder andere onder het bewind van Jacobus IV. Ten zuidwesten van het kasteel zijn de aardwerken van de formele tuinen uit 1628 overgebleven, bekend onder de naam King's Knot.

## Beheer
Het beheer van Stirling Castle is in handen van Historic Environment Scotland.